# San Pedro del Llano
San Pedro del Llano är en ort i Mexiko.   Den ligger i kommunen Juan Rodríguez Clara och delstaten Veracruz, i den sydöstra delen av landet, 400 km öster om huvudstaden Mexico City. San Pedro del Llano ligger 185 meter över havet och antalet invånare är 240.
Terrängen runt San Pedro del Llano är huvudsakligen platt. San Pedro del Llano ligger uppe på en höjd. Runt San Pedro del Llano är det ganska tätbefolkat, med 60 invånare per kvadratkilometer. Närmaste större samhälle är Juan Rodríguez Clara, 18,3 km norr om San Pedro del Llano. Omgivningarna runt San Pedro del Llano är en mosaik av jordbruksmark och naturlig växtlighet.